# Luděk Macela
Luděk Macela (ur. 3 października 1950 w Černolicach, zm. 16 czerwca 2016 w Pradze) – czeski piłkarz występujący na pozycji obrońcy. Reprezentant Czechosłowacji.

## Kariera klubowa
Macela jako junior grał w zespołach SK Černolice, Tatran Všenory oraz Dukla Praga, do której dołączył w 1965 roku. W 1969 roku został wypożyczony do Slavoju Vyšehrad. W 1970 roku wrócił do Dukli, w której grał do 1982 roku. Przez ten czas trzy razy zdobył z nią mistrzostwo Czechosłowacji (1977, 1979, 1982), a także raz Puchar Czechosłowacji (1981).
W 1982 roku Macela odszedł do niemieckiego drugoligowca, SV Darmstadt 98. W 2. Bundeslidze zadebiutował 7 sierpnia 1982 w zremisowanym 0:0 meczu z Alemannią Akwizgran. Przez trzy lata w barwach Darmstadtu rozegrał 100 ligowych spotkań. W 1985 roku zakończył karierę.

## Kariera reprezentacyjna
W reprezentacji Czechosłowacji Macela zadebiutował 15 października 1980 w przegranym 0:1 towarzyskim meczu z Argentyną. W tym samym roku zdobył złoty medal na Letnich Igrzyskach Olimpijskich. W latach 1980–1981 w drużynie narodowej rozegrał 8 spotkań.